# 中咸阳圣果寺
中咸阳圣果寺是一处古建筑，位于山西省晋中市太谷区北洸乡中咸阳村，建于清代。
2021年8月4日，中咸阳圣果寺公布为山西省文物保护单位。